# Kaufhaus Schocken

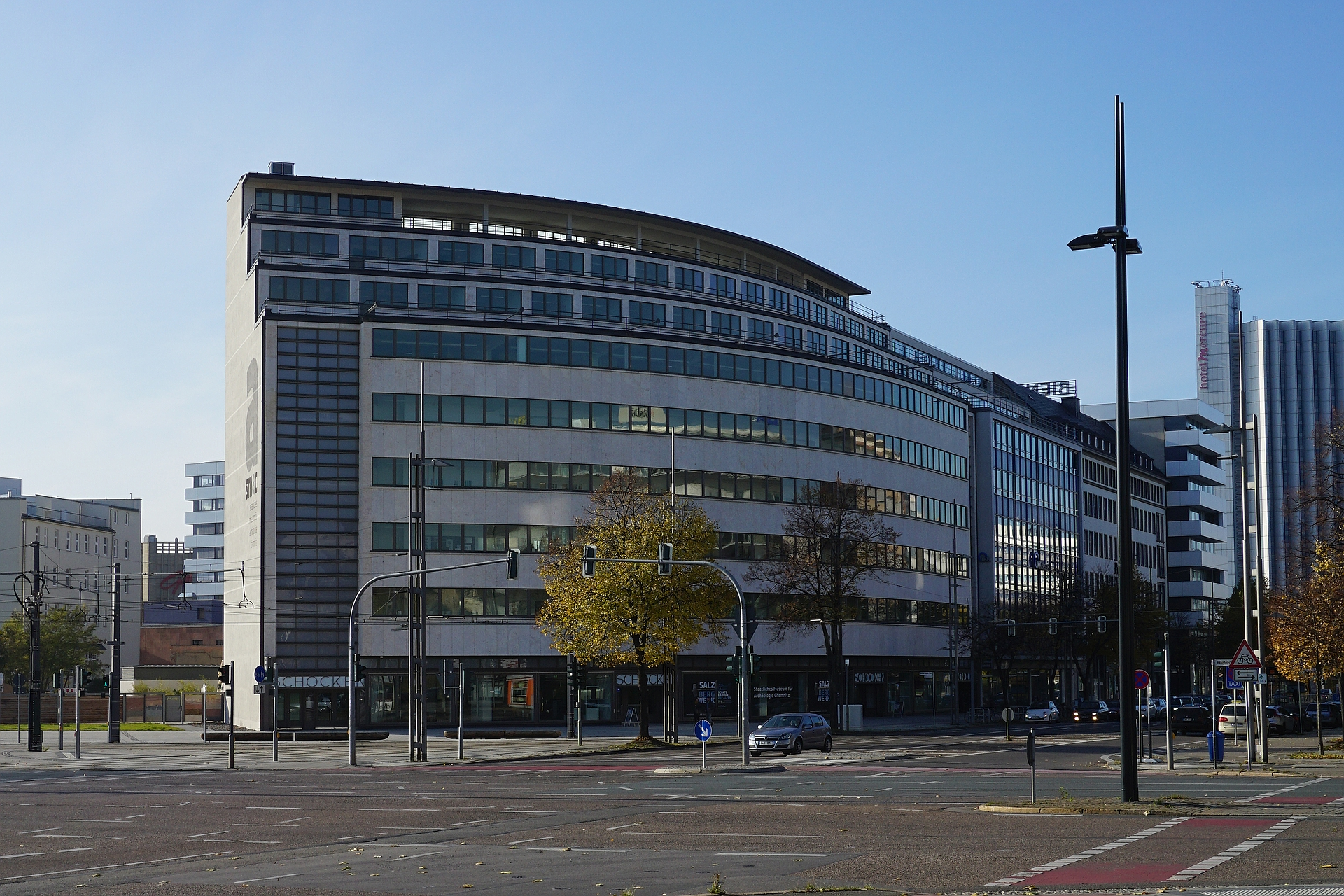
Het voormalige warenhuis Schocken in Chemnitz (2015)

Kaufhaus Schocken was de naam van meerdere warenhuizen van het voormalige West-Saksische detailhandelsbedrijf I. Schocken Söhne Zwickau. Het warenhuisconcern was eigendom van de Joodse broers Schocken.

## Geschiedenis
Op 18 maart 1901 werd in Zwickau het warenhuis Ury Gebrüder, Zwickau / Leipzig opgericht door de broers Moritz en Julius Ury. De leiding van het warenhuis aan de toenmalige Wilhelmstrasse 9 (tegenwoordige Hauptstrasse) was in handen van Simon Schocken, die aangetrouwd was in de familie Ury. In hetzelfde jaar trad ook zijn broer Salman Schocken in dienst. In 1904 richtten de broers Schocken hun eerste eigen warenhuis op in de Meinerststrasse 18 in Oelsnitz. Het warenhuis in Zwickau kwam in 1906 in eigendom van Simon Schocken, die in 1907 samen met zijn broer Salman de onderneming I. Schocken Söhne Zwickau oprichtte. Daarnaast werd er een inkoopcentrale in Zwickau opgericht, die de beide warenhuizen beleverde.
Tussen 1909 en 1913 werden er warenhuizen geopend in onder meer Aue, Planitz, Meißen, Zerbst, Cottbus en Frankenberg. De expansie leidde ertoe dat Schocken in 1930 de vierde warenhuisketen van Duitsland was met in totaal 20 filialen met een hoofdkantoor in Zwickau. In 1921 het bedrijf bedrijf omgevormd van een commanditaire vennootschap tot een aandelen vennootschap. De open handelsmaatschappij I. Schocken Söhne bleef de inkoopcentrale van de warenhuizen.
In de jaren '20 ontwikkelde het Schocken-concern zich tot een van de meest succesvolle warenhuisketens van Duitsland dankzij de verkoops- en bedrijfsstrategie, de zorgvuldige inkoop en het opzetten van efficiënte fabrieken, waardoor er sprake was van een stabiele omzetgroei. Op 26 oktober 1929 stierf Simon Schocken op 55-jarige leeftijd als gevolg van een verkeersongeluk.
In 1926 werd een filiaal in Neurenberg aan de Aufsessplatz geopend naar een ontwerp van de architect Erich Mendelsohn. Het in 1925 ontworpen pand werd gezien als een mijlpaal voor het Nieuwe Bouwen in Neurenberg. Bij de luchtaanvallen tijdens de Tweede Wereldoorlog werd het pand verwoest. Het pand werd vervangen door nieuwbouw, waarna het in 1958 volledig werd verbouwd. Na Schocken werd het pand gebruikt door achtereenvolgens de warenhuizen Merkur, Horten en Kaufhof om in 2013 gesloten te worden.
Verder waren er warenhuisfilialen in Auerbach, Augsburg, Bremerhaven, Crimmitschau, Freiberg, Lugau, Pforzheim, Regensburg, Stuttgart en Waldenburg (Silezië). Daarnaast bezat de onderneming een inkoopbureau voor kousen, textielfabrieken, goederentestlaboratoria en inkoopcentrales in Nürnberg und Berlin.
In 1936 werd de meerderheid van de onderneming overgenomen door een Britse groep banken onder leiding van Sir Andrew McFadyean om als geariseerd aangemerkt te worden. Een kleine minderheid en een deel van grondbezit bleven in handen van Salman Schocken.
Eind 1938 volgde de volledige Arisering van het concern door de verkoop van een Duitse groep banken onder aanvoering van de Deutsche Bank AG en de Reichs-Kredit-Gesellschaft AG, waarmee de onteigening door de Nationalsozialisten een feit werd. Naar aanleiding van de jaarlijkse aandeelhoudersvergadering van 9 december 1938 werd de naam Schocken AG vanaf januari 1939 vervangen door Merkur Aktiengesellschaft.
In 1949 volgde de teruggave van het in de Amerikaanse sector gelegen deel van Merkur AG aan de familie Schocken. De familie kreeg 51 % van het aandelenkapitaal. Hoewel de onderneming zich positief ontwikkelde verkocht Salman Schocken zijn aandeel in Merkur AG in 1953 aan Merkur, Horten & Co. met het hoofdkantoor in Nürnberg.
Uit Merkur, Horten & Co. ontstond later Horten AG met het hoofdkantoor in Düsseldorf, dat later werd overgenomen door Kaufhof AG.